# 9853 l'Épée
A 9853 l'Épée (ideiglenes jelöléssel 1991 AN2) a Naprendszer kisbolygóövében található aszteroida. Robert H. McNaught fedezte fel 1991. január 7-én.